# Los Romanov: una familia imperial
Los Románov: Una Familia Imperial (ruso: Романовы - Венценосная семья, Románovy - Ventsenósnaya semyá) es una película de 2000 de Rusia sobre los últimos días del Zar Nicolás II y su familia. El título en ruso implica tanto la Corona Imperial de Rusia y de la corona de espinas asociados con mártires.

## Sinopsis
La película retrata los últimos 17 meses del último zar ruso, Nicolás II y su familia. Los eventos tienen lugar a partir del 22 de febrero de 1917 hasta las primeras horas del 17 de julio de 1918, el día en que el zar y su familia fueron asesinados por los bolcheviques en la Casa Ipátiev. Al final de la película, el director de repente cambia a la canonización del Zar Nicolás II y su familia el 20 de agosto de 2000. 

## Reparto
- Aleksandr Galibin — Zar Nicolás II
- Lynda Bellingham — Zarina Alejandra
- Yuliya Nóvikova — Olga Nikoláyevna
- Kseniya Kachálina — Tatiana Nikoláyevna
- Olga Vasílyeva — María Nikoláyevna
- Olga Búdina — Anastasia Nikoláyevna
- Vladímir Grachyov — Alexis Nikoláyevich, zarévich de Rusia

## Curiosidades
- Las fotos que Nicolás mira en el baño de la casa Ipátiev, así como el resto de fotografías utilizadas en la película, son fotos reales de la verdadera familia imperial.
- Todas las actrices interpretando a las grandes duquesas y el zarévich Alekséi se raparon para la película. En la vida real, las grandes duquesas y el heredero al trono se enfermaron de sarampión y los raparon. El pelo de las grandes duquesas en la película no crece a pesar de que vivieron por 13 meses después de ser rapadas.
- Las partes del Palacio de Alejandro, la residencia oficial del Zar Nicolás II y su familia fueron filmadas para la película. Algunas de las partes filmadas incluyen el estudio del Zar. Aunque las habitaciones de las grandes duquesas fueron recreadas con fotografías y acuarelas.
- Los vestidos de las grandes duquesas que usan cuando están bailando en la casa de Tobolsk son réplicas de los vestidos que usaron en las fotografías de 1914.
- Cuando la familia está en el lago antes de llegar a Tobolsk, se le caen unas fotografías a Nicolás de su camisa. Las fotos eran de Mathilde Kschessinska, la amante de Nicolás antes de casarse con Alejandra.
- La casa del Gobernador en Tobolsk todavía existe y ahora es un museo.
- La Casa Ipátiev ya no existe. Fue derribada en 1977. Hay una catedral en su lugar llamada Iglesia sobre la Sangre en nombre de Todos los Santos.